# Marshall Crenshaw
Marshall Howard Crenshaw (Detroit, 11 novembre 1953) è un cantautore e chitarrista statunitense.

## Discografia

### Album studio
- 1982 - Marshall Crenshaw
- 1983 - Field Day
- 1985 - Downtown
- 1987 - Mary Jean & 9 Others
- 1989 - Good Evening
- 1991 - Life's Too Short
- 1996 - Miracle of Science
- 1999 - #447
- 2003 - What's in the Bag?
- 2009 - Jaggedland

### EP
- 2012 - I Don't See You Laughing Now
- 2013 - Stranger and Stranger
- 2013 - Drivin' and Dreamin'
- 2014 - Red Wine
- 2014 - Move Now
- 2015 - Grab the Next Train

### Album dal vivo
- 1994 - Live ...My Truck Is My Home
- 2001 - I've Suffered For My Art...Now It's Your Turn
- 2002 - Marshall Crenshaw: Greatest Hits Acoustic

### Raccolte
- 1998 - The 9 Volt Years
- 2000 - This Is Easy: The Best of Marshall Crenshaw
- 2001 - 14 High Class Tunes
- 2006 - The Definitive Pop Collection

## Curiosità
Ha interpretato Buddy Holly nel film La Bamba del 1987.
Appare anche nel film Peggy Sue si è sposata (1986).